# 제17회 인디다큐페스티발
제17회 인디다큐페스티발은 2017년 3월 23일에 열린 시상식이다.

## 수상 및 후보

### 관객상
- 플레이온 - 변규리 수상

### 국내 신작전
- 가현이들 - 윤가현
- 고려 아리랑 : 천산의 디바 - 김소영
- 그 날 - 정수은
- 불빛 아래서 - 조이예환
- 스물다섯번째 시간 - 김성은
- 시 읽는 시간 - 이수정
- 안녕 히어로 - 한영희
- 어떤 점거 - 젤리
- 인터뷰 - 김철웅 외 1명
- 플레이온 - 변규리
- 호스트 네이션 - 이고운
- 9와 0 사이 - 김수민
- 가장, 자리 - 김형철 외 2명
- 강릉여인숙 - 이재임
- 고요수업 - 오현경 외 1명
- 군더더기 - 김정아
- 랜드 위드아웃 피플 - 김무영
- 서른 - 이혜린
- 어쩌면 더 아름다웠을 - 정현정
- 유어마이선샤인 - 황보새별
- 이른 아침의 아담처럼 - 박정도
- 일 - 박수현
- 있는 존재 - 박시우
- 춤춰브라 - 이푸른
- 탈 - 이가경
- 트러스트폴 - 이소정 외 1명
- 표류인 - 백고운
- 피와 재 - 권순현
- 하루 또 하루 - 섹 알마문
- 혼다,비트 - 양주희
- 두 번째 행군 - 나바루
- 멀리있는 그대와 가까이 있는 당신에게 - 안현준
- 탈 - 금태경

### 올해의 초점
- 도돌이 언덕에 난기류 - 정재훈
- 환호성 - 정재훈
- 도큐멘트 70: 속물에 대한 6가지 테제 - 콜렉티브 워크
- 빨간 벽돌 - 주현숙
- 옥주기행 - 김응수
- 올 리브 올리브 - 김태일 외 1명
- 용왕궁의 기억 - 김임만
- 망각과 기억2 : 돌아 봄 Part 1. - 박종필 외 2명
- 망각과 기억2 : 돌아 봄 Part 2. - 안창규 외 2명

### 특별상영
- 후세인의 미친 노래 - 존 지안비토
- 이윤 동기와 속삭이는 바람 - 존 지안비토
- [[비행운 [클라크]]] - 존 지안비토
- 파 프롬 아프가니스탄: 나의 마음은 피에 젖어 있도다 - 존 지안비토
- 항적 (수빅) - 존 지안비토

### 포럼 기획
- 핵마피아 - 김환태
- 촌구석 - 태준식
- 깨어난 침묵 - 박배일
- 박근혜정권퇴진행동 옴니버스 프로젝트 '광장' - 박근혜정권퇴진비상국민행동미디어팀